# 藤原伊勢人
藤原 伊勢人（ふじわら の いせんど）は、平安時代初期の貴族。藤原南家、参議・藤原巨勢麻呂の七男。官位は従四位下・治部大輔。

## 経歴
延暦15年（796年）かねてから一堂を建て観音を祀りたいと祈願していたところ、霊夢の託宣により鞍馬山に導かれ、同地に毘沙門天像が祀られているのを発見。さらに再度の霊夢により、観音と毘沙門天の同一なることを告げられ、これに深く感銘を受けて同地に伽藍を建立した。これが現在の鞍馬寺の起源となったと伝わる。また同年に桓武天皇により造東寺長官に任命され、東寺を建立したともされている。同年阿波守を経て、延暦22年（803年）従五位下に叙爵。
延暦25年（806年）平城天皇の即位後間もなく安芸守として地方官に転ずる。大同3年（808年）斎宮頭に任ぜられ京官に復す。
大同4年（809年）嵯峨天皇の即位後に従五位上に昇叙され、翌弘仁2年（811年）右中弁に栄転するが、弘仁3年（812年）には早くも因幡守に転じている。弘仁11年（820年）正五位下、弘仁13年（822年）従四位下と嵯峨朝末になってから俄に昇叙された。
淳和朝の天長4年（827年）3月13日卒去。享年69。最終官位は散位従四位下。

## 人物
性格は几帳面で政務に熟練していた。小作人のような洗練されていないところがあり、やや世情に疎かった。勤務に精励したが、極めて寛容さに欠け、同僚を困らせることがあったという。

## 官歴
注記のないものは『六国史』による。
- 延暦15年（796年） 日付不詳：阿波守。造東寺長官[要出典]
- 延暦22年（803年） 日付不詳：従五位下
- 延暦25年（806年） 4月12日：安芸守
- 大同3年（808年） 5月9日：斎宮頭
- 大同4年（809年） 2月13日：斎宮頭。9月1日：従五位上
- 弘仁2年（812年） 正月29日：右中弁
- 弘仁3年（813年） 8月1日：因幡守
- 弘仁11年（820年） 正月7日：正五位下
- 弘仁13年（822年） 正月7日：従四位下
- 時期不詳：治部大輔[4]
- 天長4年（827年） 3月13日：卒去（散位従四位下）

## 系譜
『尊卑分脈』による。
- 父：藤原巨勢麻呂
- 母：不詳 - 出自は不明だが、『尊卑分脈』によると川合・真書・伊勢人は同母兄弟であるとされる。
- 妻：不詳
- 生母不明の子女
  - 男子：藤原友永